# Агнеса Австрійська (донька Генріха II)
Агнеса Австрійська (нім. Agnes von Österreich), (нар. близько 1154 — пом. 13 січня 1182) — донька герцога Австрії та Баварії Генріха II та візантійської царівни Феодори Комніни, дружина короля Угорщини Стефана III, а після його смерті — герцога Каринтії Германа.

## Біографія
Агнеса народилася близько 1154 року. Була старшою дитиною в родині герцога Баварії та маркграфа Австрії Генріха та його другої дружини Феодори Комніни. Від першого шлюбу Генріх мав доньку Ріхарду. У 1156 році він втратив баварські землі, натомість ставши першим герцогом Австрії. Після цього в сім'ї народилося двоє синів — Леопольд та Генріх.
У 1166 році Генріх II запропонував шлюб між Агнесою та угорським королем Стефаном III. Угорський монарх, разом з тим, розглядав можливість союзу із донькою Ярослава Осмомисла та обрав саме її. Втім, візантійському імператору Мануїлу I вдалося розладнати заручини, і у 1168 році Стефан відіслав наречену до батьківщини та побрався з Агнесою. Велику роль в цьому зіграла його матір Єфросинія Мстиславівна, яка намагалася налагодити добрі відносини з німецькими країнами. У пари народилося двоє синів, що померли немовлятами.
На початку 1172 року подружжя приймало в Естергомі короля Франції Людовика VII, який здійснював паломництво до Святої землі. Стефан планував зробити його своїм союзником у боротьбі проти Візантії, однак раптово захворів і помер, за деякими версіями, від отрути. З Константинополю на чолі візантійського війська невдовзі прибув його молодший брат Бела, який після нетривалого супротиву матері та брата Гези став новим королем Угорщини.
Агнеса після похорону чоловіка повернулася із батьком до Відня, де той почав підшукувати їй нового нареченого. У 1173 році він видав її заміж за герцога Каринтії Германа, закріпивши тим самим, укладений ним союз між Австрією та Каринтією. Про шлюби Агнеси відомості містяться у манускрипті Genealogia marchionum Austrie. У подружжя народилося двоє синів.
Незважаючи на укладений з Австрією союз, Герман втратив сюзеренитет над Штирією, яка стала самостійним герцогством, та Істрійською маркою, яка відійшла Меранському герцогству. Разом з тим, чоловік Агнеси сприяв економічному розвитку своїх володінь та заохочував розробку родовищ срібла та золота в Альпах, а також заснував дві столиці герцогства — Клагенфурт і Санкт-Файт. Він помер у жовтні 1181 року.
Агнеса пережила Германа на три місяці і пішла з життя 13 січня 1182. Її тіло перевезли до Відня та поховали у крипті місцевого Шотландського монастиря поруч з батьками.

## Родина
Чоловік — Стефан III, король Угорщини
Діти —  двоє синів, що померли немовлятами:
- Бела (нар. та пом. 1168) — прожив близько року;
- син (нар. та пом. 1172) — прожив кілька днів, народившись вже після смерті батька.

Чоловік — Герман, герцог Каринтії
Діти:
- Ульріх (близько 1176—1202) — герцог Каринтії у 1181—1202 роках, одруженим не був, дітей не мав;
- Бернард (близько 1181—1256) — герцог Каринтії у 1202—1256 роках, був одруженим з Юдітою Чеською, мав четверо дітей.